# Biserica Cuvioasa Paraschiva din Veneția de Sus
Biserica „Cuvioasa Paraschiva" este un monument istoric aflat pe teritoriul satului Veneția de Sus, comuna Părău. În Repertoriul Arheologic Național, monumentul apare cu codul 41612.02.

## Localitatea
Veneția de Sus este un sat în comuna Părău din județul Brașov, Transilvania, România. Prima mențiune documentară este din anul 1372.

## Biserica
Biserica din Veneția de Sus este un monument istoric ce se remarcă prin arhitectura deosebită, apropiată mai mult stilului brâncovenesc și mai puțin celui întâlnit bisericilor din Ardeal. 
Construcția bisericii a început înainte de 1776, iar turnul clopotniță datează din anul 1830. Turnul, cu ziduri groase de 1.35 m, are un etaj mai retras decât parterul.
Intrarea în biserică se face pe sub turn. În interior, între pronaos și naos, apare un zid despărțitor, străbătut de obișnuită deschizătura de ușă, încadrată de două arcade laterale. Catapeteasma de zid a fost înlocuită cu una de lemn în anul 2000.
Pisania de la intrarea în pronaos, deasupra ușii, partial ștearsă, glăsuiește: „(S-a ridicat din) temelie cu cheltuiala Dumnealui… și alți oa(meni…) ale căror nu(me s-au s)c(ris) în pom(elnic)ul cel mare (pentru ca) să fie pomeniți în veci. În zilele împăratului nostru Iosif al doilea la an(ul 177)6 . Această sfântă biserică o a(m) zugrăvit eu ierodiacon(onul Cos)tantin din Brașov”.
Biserica a fost renovată, iar pictura originală de la 1776, realizată de ierodiaconul Constantin din Brașov, a fost restaurată de pictorii Dumitru Mărgean Trășculescu și Ioan Munteanu. Slujba de sfințire a fost oficiată de către Laurențiu Streza, mitropolitul Ardealului, în duminica de 21 octombrie 2012.

## Imagini

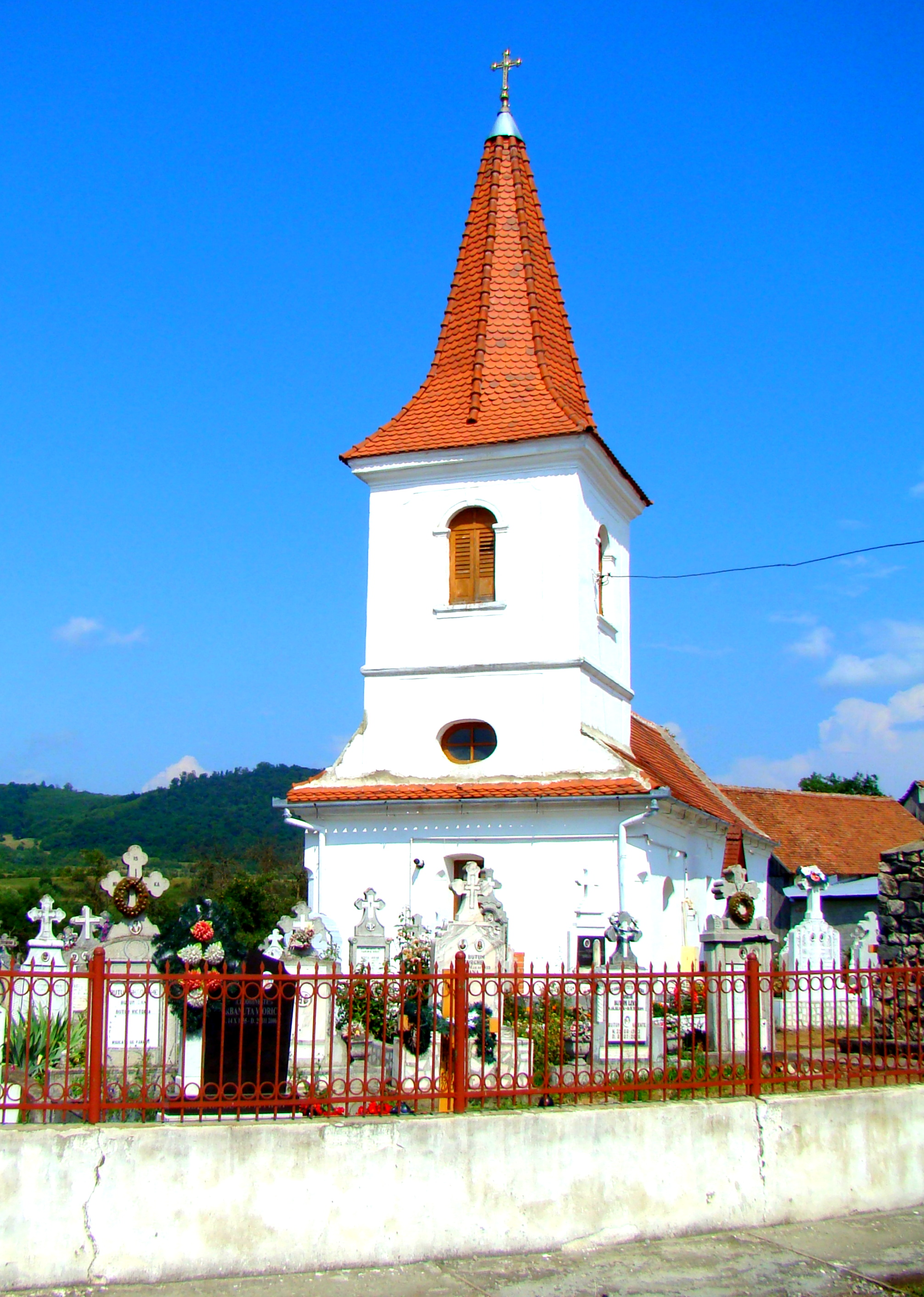
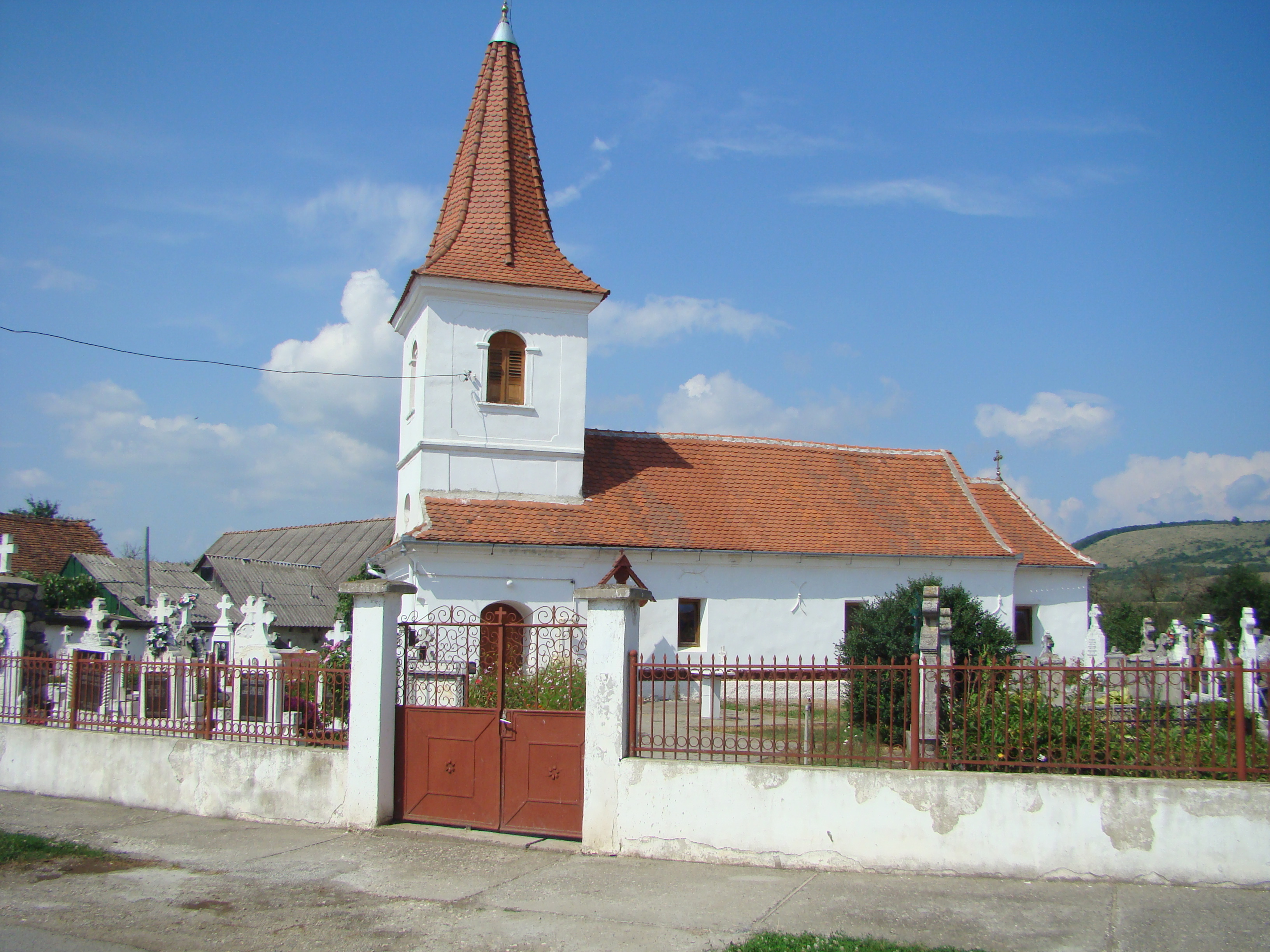
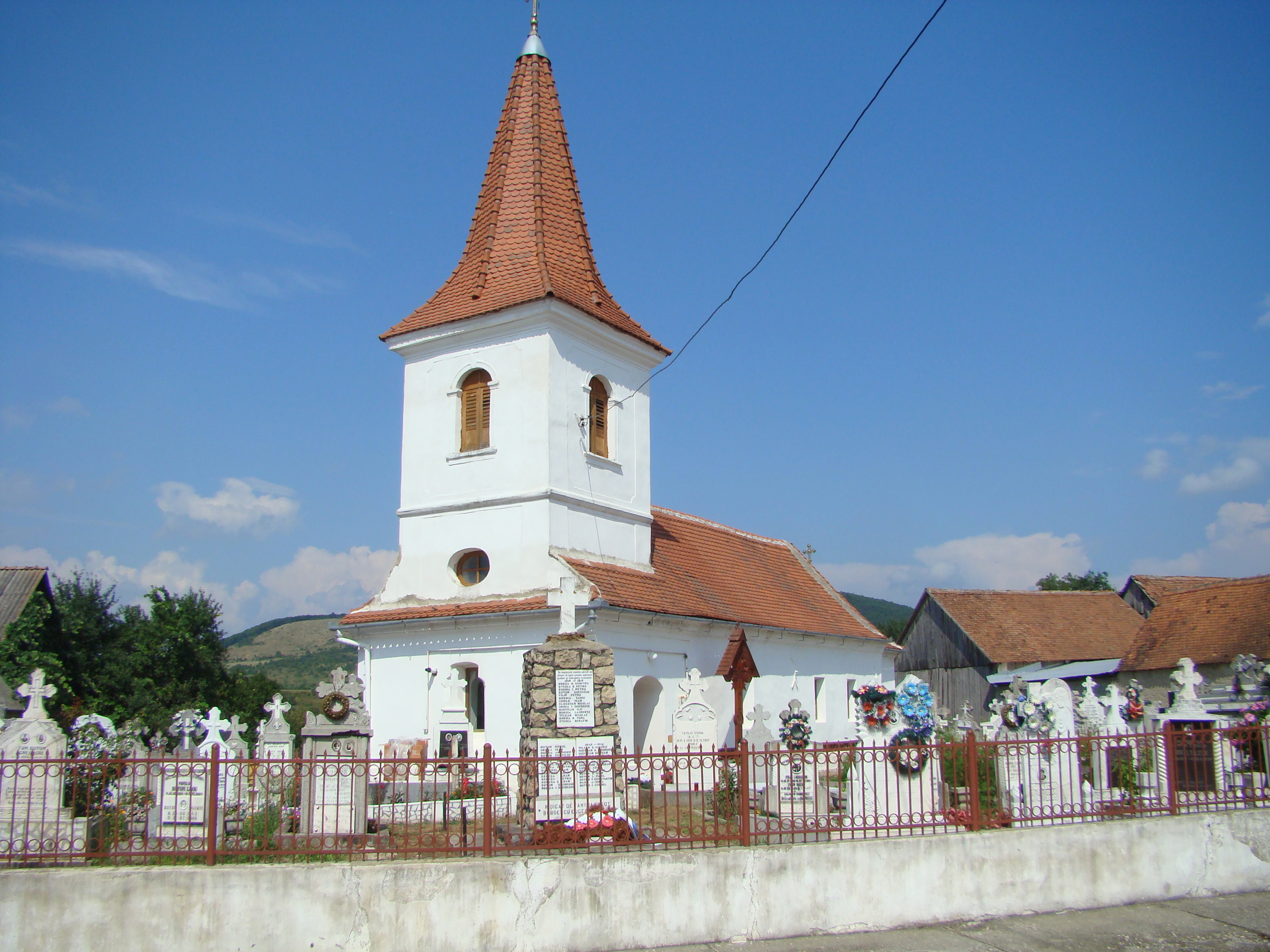
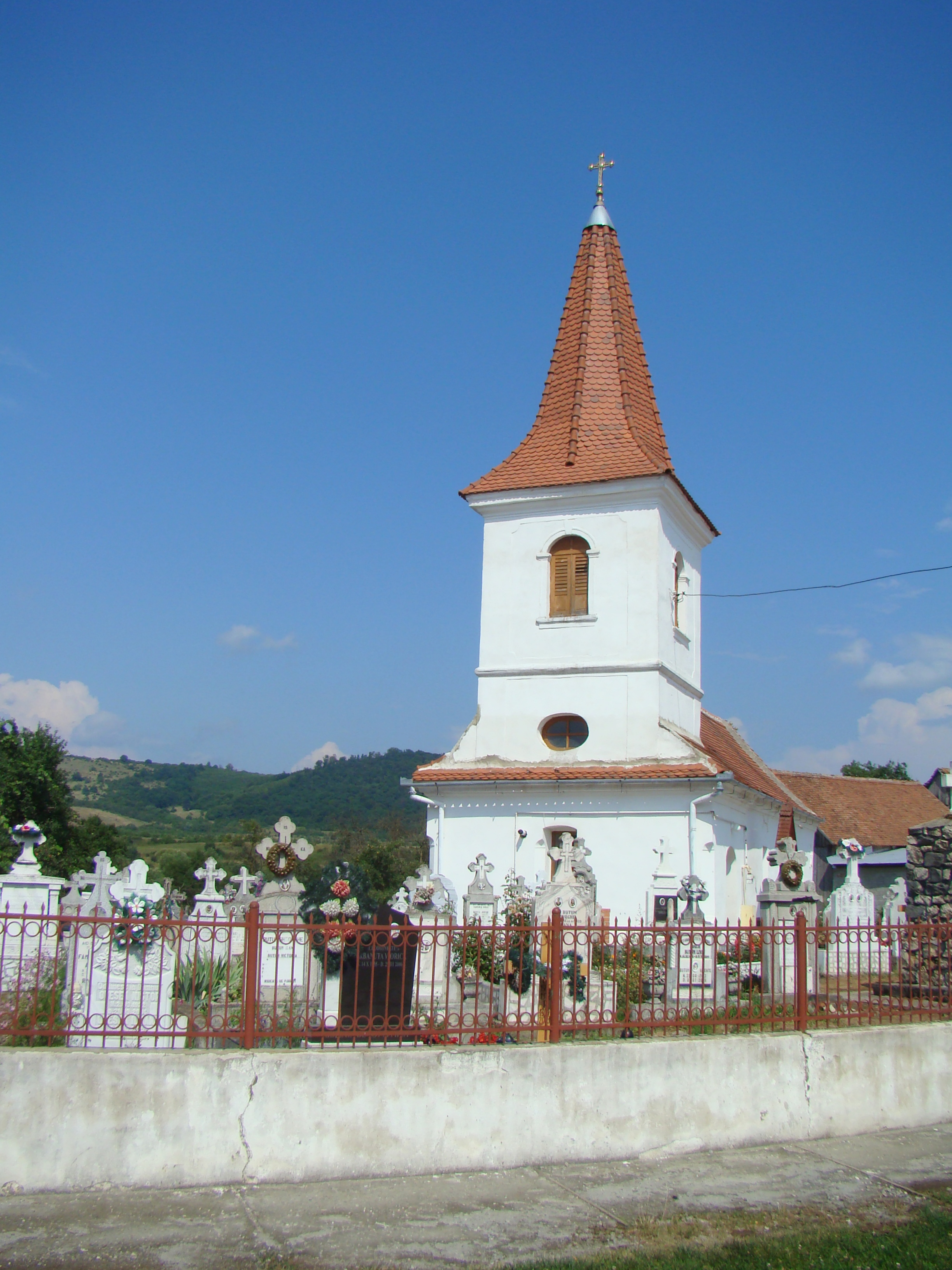
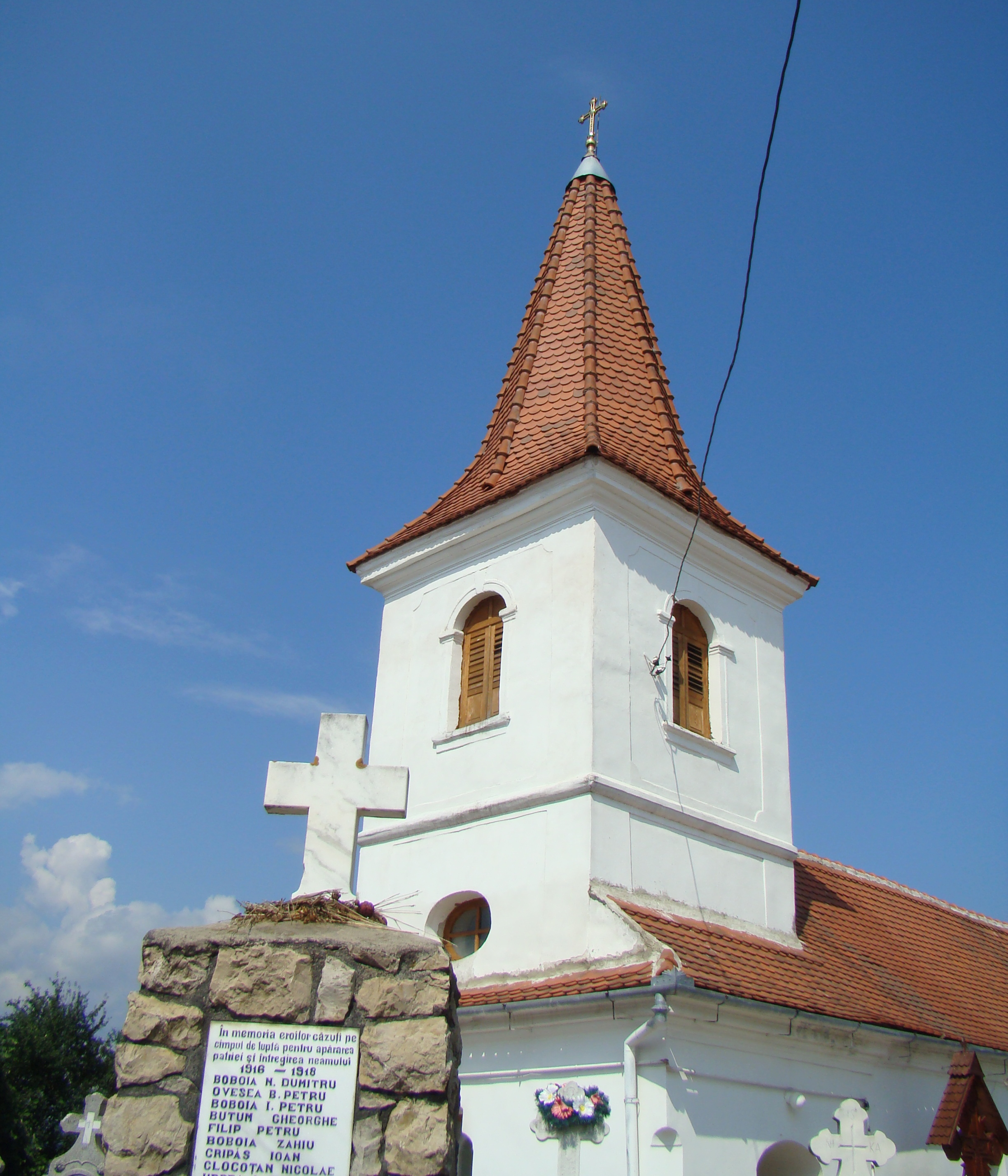
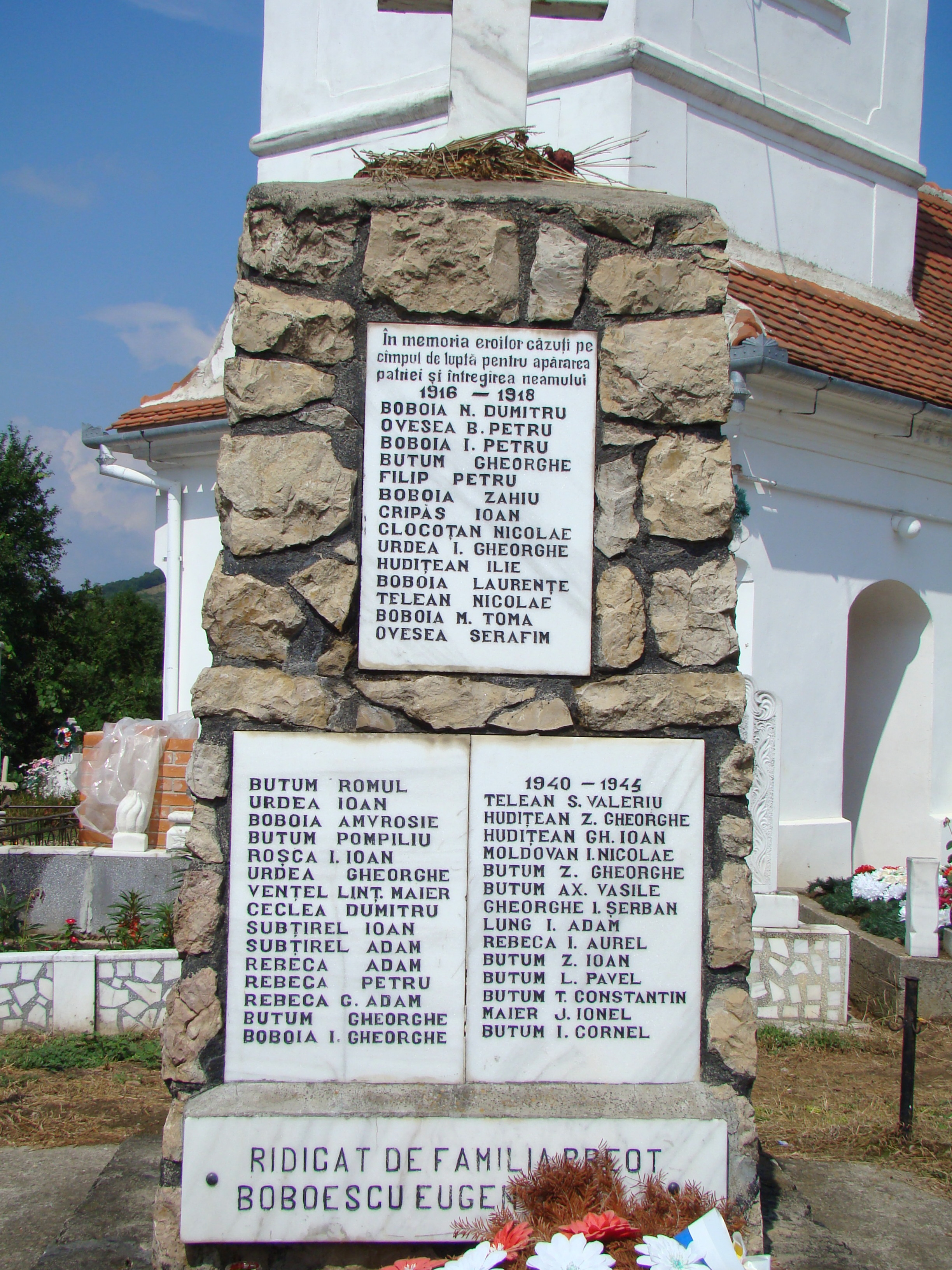
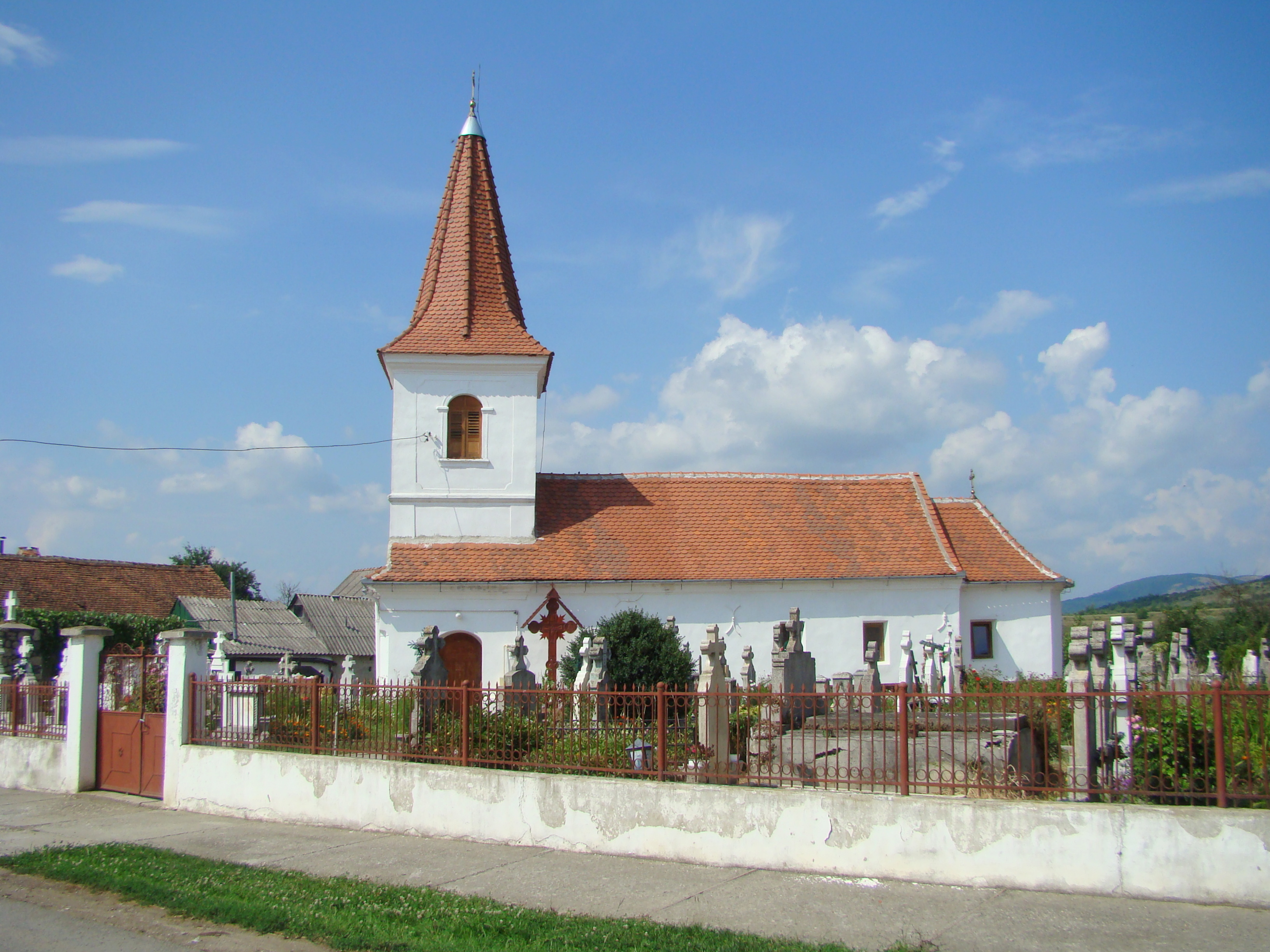
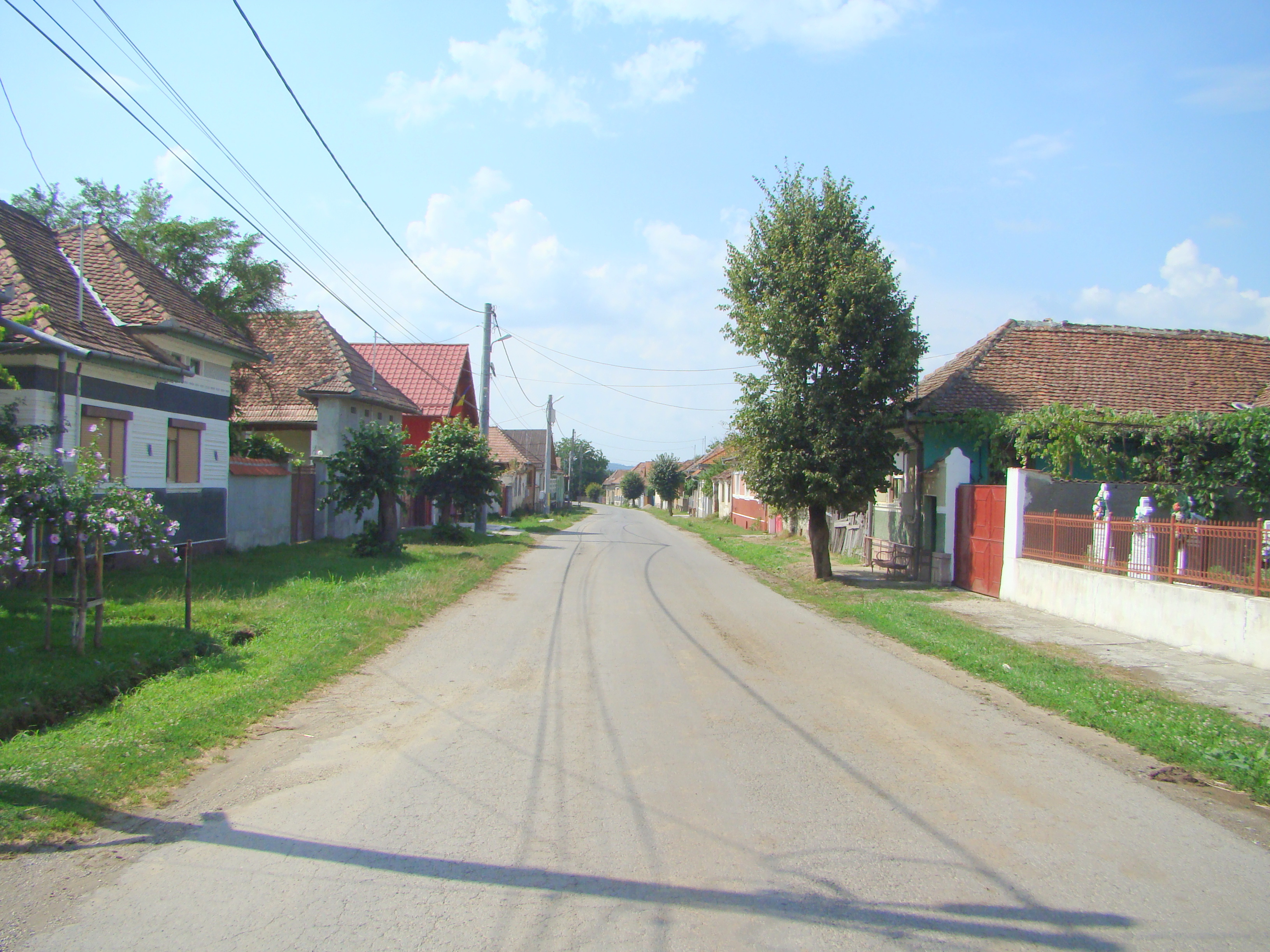